# 本多忠通
本多 忠通（ほんだ ただみち）は、江戸時代中期の大名。遠江国相良藩の第2代藩主。官位は従五位下・弾正少弼。忠以系本多平八郎家3代。

## 略歴
宝永2年（1705年）、初代藩主・本多忠晴の長男である本多忠直の長男として誕生した。父・忠直は本家の大和国郡山藩主・本多忠常の養嗣子となってその跡を継いだが、忠通は祖父・忠晴の跡継ぎとなり、正徳5年（1715年）に忠晴の死去により家督を継いだ。享保4年（1719年）12月13日、従五位下・弾正少弼に叙位・任官する。
享保6年（1721年）7月2日に17歳で死去した。嗣子が無かったため、弟で養嗣子の忠如が跡を継いだ。

## 系譜
父母
- 本多忠直（実父）
- 石井氏 ー 側室（実母）
- 本多忠晴（養父）

養子
- 本多忠如 ー 実弟